# Liste des abbés de Saint-Martial de Limoges
Liste des abbés de l’abbaye Saint-Martial de Limoges.
La liste des abbés de Saint-Martial, abbaye située dans la ville de Limoges, est donnée par JB L Leroy-Pierrefitte.

## IXesiècle
- 832 : édification de l’église Saint-Sauveur (future Saint-Martial) près du tombeau du saint, d'après Adémar de Chabannes
- 848 : fondation de l'abbaye de Saint-Martial, par Charles le Chauve
- 848-850 : Odon, précédemment abbé de Saint-Savin. Le premier clerc, gardien du tombeau de saint Martial, Ainard, se démit librement en faveur d’Odon, abbé de Saint-Savin en Poitou, l’un des rares monastères en Aquitaine à avoir échappé à la fureur des normands. Odon était régulier et tous les clercs acceptèrent comme lui l’observance la plus étroite, vraisemblablemùent en la règle de Chrodegang, et peut-être pratiquent-ils alors le chant messin.
- 850-861 : Abbo, prieur de Saint-Savin. Venu remplacer Odon, retourné à Saint-Savin. Abbo était abbé de Saint-Martial quand Charles l'Enfant fut couronné et sacré roi d’Aquitaine à l’abbaye en 855.
- 861-876: Gosindus ou Gonsindus
- 877 : Les chanoines de Saint-Martial, jusque-là sous la règle de  Chrodegang, adoptent la règle de saint Benoît
- 894-902 : Fulbert Ier

## Xesiècle
- 903-920 : Fulbert II
- 936 : Étienne
- 956 : Aymon ou Aymoins d’Aubusson
- 988 : Aymeric Malcorona
- 988 : Guigo ou Guigues
- 994 : Geoffroy Ier (Jauffredus, Gauffredus)[2] frère de l'évêque de Limoges;

## XIesiècle
- 998-1007 : Aldebalde (Adalbadus)
- 1007-1019 : Geoffroy II Jauffredus II
- 1019-1025 : Hugues Ier
- 1025-1040 : Odolric
- 1040-1048 : Pierre Ier dit Albert de Clun ou Cluys
- 1049-1060 : Ménard de Hisly
- 1060-1063 : Pierre II dit Aubon

En 1063 la réforme clunisienne est adoptée à Saint-Martial, jusque-là sous le règle de saint Benoît
- 1063-1114 : Adémar
- 1114-1115 : Bernard
- 1115-1143 : Amblard
- 1143-1156 : Albert I
- 1156-1160 ou 1161 : Pierre II dit Aubon
- 1160 ou 1161-1161 : Hugues II de Fuse
- 1160-1174 : Pierre III du Barri
- 1174-1198 : Isembert
- 1198-1214 : Hugues III de Brosse[4]

- 1214-1220 : Pierre Lagrise[5]

## XIIesiècle
- 1103 : Pierre II Aubonis ; Aymeric II du Breuil de Drouilles ; Bernard de Brancion ; Amblard de Cluny

- 1152 : Albert

- 1173 : Pierre de Cluny

- 1181 : Izambert Escoblart

## XIIIesiècle
- 1198 : Hugues II de Brosse

- 1204 : Alelmus nommé abbé mais non élu ; Pierre de Girssa  puis Pierre de Nailhac

- 1213 : Guillaume de Jaunac

- 1220 : Raymond Gaucelin

- 1244 : Guillaume Amaluin

- 1260 : Guillaume de Mareuil

- 1271 : Jacques de Calaure

1277 : Dissension à Saint-Martial pour l’élection de l’abbé 
- 1277 : Pierre, prieur de Saint-Vaulry

- 1284 : Gérald Faydit,

- 1289 : Guy de La Porte

- 1294 : Gaillard de Miraumont

## XIVesiècle
1306 : Clément V à Limoges ; le chef de saint Martial est mis dans une châsse.
- 1307 : Élie Geoffroy de Chabrignac
- 1307 : Hommage fait par Jean, duc de Bretagne, à l’abbé de Saint-Martial
- 1330 : Guillaume de Ventadour, abbé
- 1348 : Élie II de Luys, abbé de
- 1361 : Aymeric du Breuil de Drouilles, abbé de Saint-M
- 1384 : Gérald II Jauviond, abbé de Saint-Martial

## XVesiècle
- 1393 : Étienne II Almoyns, abbé de Saint-Martial
- 1421 : Pierre de Drouilles (ou des Droulhes) autrement Jouvion
- 1460 : Barthélemy d’Audier ; puis Pierre de Versailles
- 1464 : Jacques II Jauviond, abbé de Saint-Martial

## XVIesiècle
- 1512 : Albert II Jauviond, abbé de Saint-Martial
- 1523 : Mathieu Jauviond, abbé de Saint-Martial

1537 : Sécularisation des religieux de Saint-Martial
- 1543 : Robert de Lenoncourt, cardinal
- 1549 : Philippe de Lenoncourt, cardinal, neveu du précédent. La possession de l'abbaye Saint-Martial par Philippe de Lenoncourt est douteuse car Robert de Lenoncourt ne semble pas avoir résigné au profit de son neveu contrairement à ce qu'affirme Gallia christiana
- 1551 : Louis Ricard de Gourdon de Genouilhac, puis évêque de Tulle
- 1561 : Jean I de Fonsèques
- 1574 : Jean II de L'Aubespine (et non Sébastien de L'Aubespine comme l'écrit Gallia christiana nova), évêque de Limoges, puis d'Orléans, résigne en 1591
- 1587 à 1595 : les chanoines de Saint-Étienne officient à Saint-Martial à cause des troubles[6]
- 1591 : Léonard Clouzeau, le grand-conseil du roi l'autorise à prendre possession de l'abbaye Saint-Martial en 1594 mais abandonne
- 1598 : Pierre XI Verdier, aumônier de la Reine, abbé de Saint-Martial pendant 54 ans

## XVIIesiècle
- 1652 : Jean-Jacques de Fleyres, cité abbé de Saint-Martial par Gallia christiana, a obtenu la commende de l'abbaye Saint-Martial en 1646, avant la mort de Pierre Verdier. Pierre Verdier et Jean-Jacques de Fleyres meurent tous les deux en 1652.
- 1652 : Charles-François de La Vieuville a permuté cette abbaye en 1660 pour l'évêché de Rennes
- 1661 : Henri de La Mothe-Houdancourt, archevêque d'Auch
- 1684 : Jacques III de Courtarvel de Pezé

## XVIIIesiècle
- 1701 : Jean-Charles de Taillefer de Barrière
- 1729 : Jean-François de La Cropte de Bourzac, démissionne quand il est nommé évêque de Noyon
- 1733 : Benjamin de L'Isle-du-Gast, évêque de Limoges
- 1739 : Henri-Jacques de Montesquiou-Poylobon, évêque de Sarlat en 1747, résigne en 1751
- 1751 : Jean V de Montesquiou-Poylobon, frère du précédent, vicaire général de Sarlat, abbé de Saint-Martial jusqu'à sa mort, le 2 décembre 1784.
- 1785 : Jean VI de Maussac